# Schmalspurbahn Burgas–Pomorie
| Brigadelok der Schmalspurbahn Burgas–Anchialo |                                                  |                                  |                                  |
| Streckenlänge: | 21,6 km                                          |                                  |                                  |
| Spurweite: | Anfangs: 600 mm ab 1925: 760 mm ab 1939: 1425 mm |                                  |                                  |
| |                                                  |                                  |                                  |
| \| \| 0,0 \| Burgas, Hafen \| Burgas, Hafen \| \| \| 5,1 \| Glarus \| Glarus \| \| \| 11,3 \| Sarafowo früher Paparos, Папарос \| Sarafowo früher Paparos, Папарос \| \| \| 19,8 \| Pomorie früher Anchialo \| Pomorie früher Anchialo \| \| \| 21,6 \| Pomorie, Stadt \| Pomorie, Stadt \| |                                                  |                                  |                                  |
| Kopfbahnhof Streckenanfang (Strecke außer Betrieb) | 0,0                                              | Burgas, Hafen                    | Burgas, Hafen                    |
| Bahnhof (Strecke außer Betrieb) | 5,1                                              | Glarus                           | Glarus                           |
| Bahnhof (Strecke außer Betrieb) | 11,3                                             | Sarafowo früher Paparos, Папарос | Sarafowo früher Paparos, Папарос |
| Bahnhof (Strecke außer Betrieb) | 19,8                                             | Pomorie früher Anchialo          | Pomorie früher Anchialo          |
| Kopfbahnhof Streckenende (Strecke außer Betrieb) | 21,6                                             | Pomorie, Stadt                   | Pomorie, Stadt                   |

Die Schmalspurbahn Burgas–Pomorie war eine 21,6 km lange Schmalspurbahn mit einer Spurweite von 760 mm von Burgas nach Pomorie in Bulgarien, die vom 14. Dezember 1925 bis 24. Juni 1939 von der bulgarischen Staatseisenbahn (BDŽ) betrieben wurde.

## Geschichte

### Feldbahn
Im ersten Viertel des 20. Jahrhunderts wurde entlang der Küste eine aus tragbaren Gleisjochen errichtete Feldbahn mit einer Spurweite von 600 mm betrieben. Sie bestand aus drei Streckenabschnitten:
- Der Betreiber des Schwarzmeer-Bergwerks (Cherno More oder Khoja Mar, Черно море oder Ходжа мар) betrieb eine Strecke vom Hafen von Burgas zu den Glarus-Salzpfannen (Гларус).
- Die Staatseisenbahn betrieb eine Feldbahn von den Anchialo-Salzpfannen nach Pomorie
- Die Staatseisenbahn betrieb eine 12 km lange Verbindungsstrecke durch das Paparos-Viertel (heute Sarafowo)

### Schmalspurbahn
1922 wurde die Bahnstrecke Burgas-Belgrad in Betrieb genommen. Die Technische Kommission der Eisenbahn-Generaldirektion prüfte daraufhin einen bereits 1892 zum ersten Mal gestellten Antrag auf die Verlängerung der Eisenbahn von Burgas nach Pomorie, da zwischen diesen Orten jährlich rund 40 000 Tonnen Fracht mit Fuhrwerken transportiert wurden, was die Küstenstraße stark in Mitleidenschaft gezogen hatte. Der Ministerrat genehmigte mit Dekret vom 3. Mai 1923 den Bau der Schmalspurbahn mit der bosnischen Spurweite von 760 mm.
Die 760-mm-Schmalspurbahn wurde daraufhin auf der Trasse der 600-mm-Feldbahn errichtet. Um die Verbindung von Burgas und Pomorie zu beschleunigen, wurde vorübergehend die Verlegung eines 600-mm-Gleises unter Nutzung der bestehenden Industriegleise genehmigt. Ende 1923 begannen die Vorarbeiten für den Bau der Schmalspurbahn mit 760 mm breiten Gleiselementen. Am 13. Dezember 1925 wurde sie fertiggestellt und am 14. Dezember 1925 dem regulären Betrieb übergeben.

## Streckenverlauf

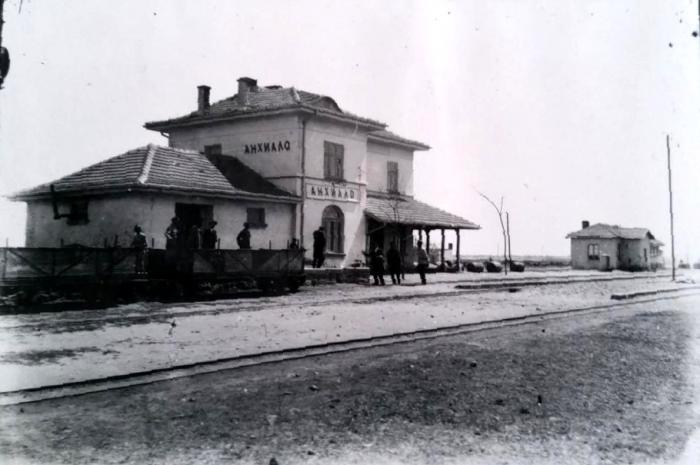
Schmalspur-Bahnhof von Anchialo (heute Pomorie)

Die Schmalspurbahn führte vom  Hafen und der Mole über den Boulevard, das Zollhaus von Burgas, den Garten am Strand, der Zentralstrand-Promenade entlang, über die alten Brücke und des Stadtbades, des Casinos, des Frauen- und Offiziersstrandes und der alten Kaserne, mit Haltestellen an der Saline und dem Bergwerk bis zur Endstation am Bahnhof von Anchialo, dem heutigen Pomorie.

## Betrieb
Schon zu Beginn des Betriebs wurde offensichtlich, dass der Betrieb der Schmalspurbahn unrentabel war. Durch die beschränkte Ladekapazität der kleinen Brigadewagen ließ sich beim Güterverkehr kein Gewinn erwirtschaften. Die Jahre 1926, 1927 und 1928 endeten für alle, die mit der Schmalspurbahn verbunden waren, mit einem Verlust.
Die Gemeinde Burgas forderte außerdem die Verlegung eines Teils der Trasse, die am Strand der Seebäder und auf einer der Hauptstraßen der Stadt verlief. Es kam zu einer Reihe von Vorfällen, darunter Brände in Häusern und Feldern in der Nähe der Bahnlinie bei Anchialos, woraufhin der Flächennutzungsplan geändert werden musste.

## Lokomotiven

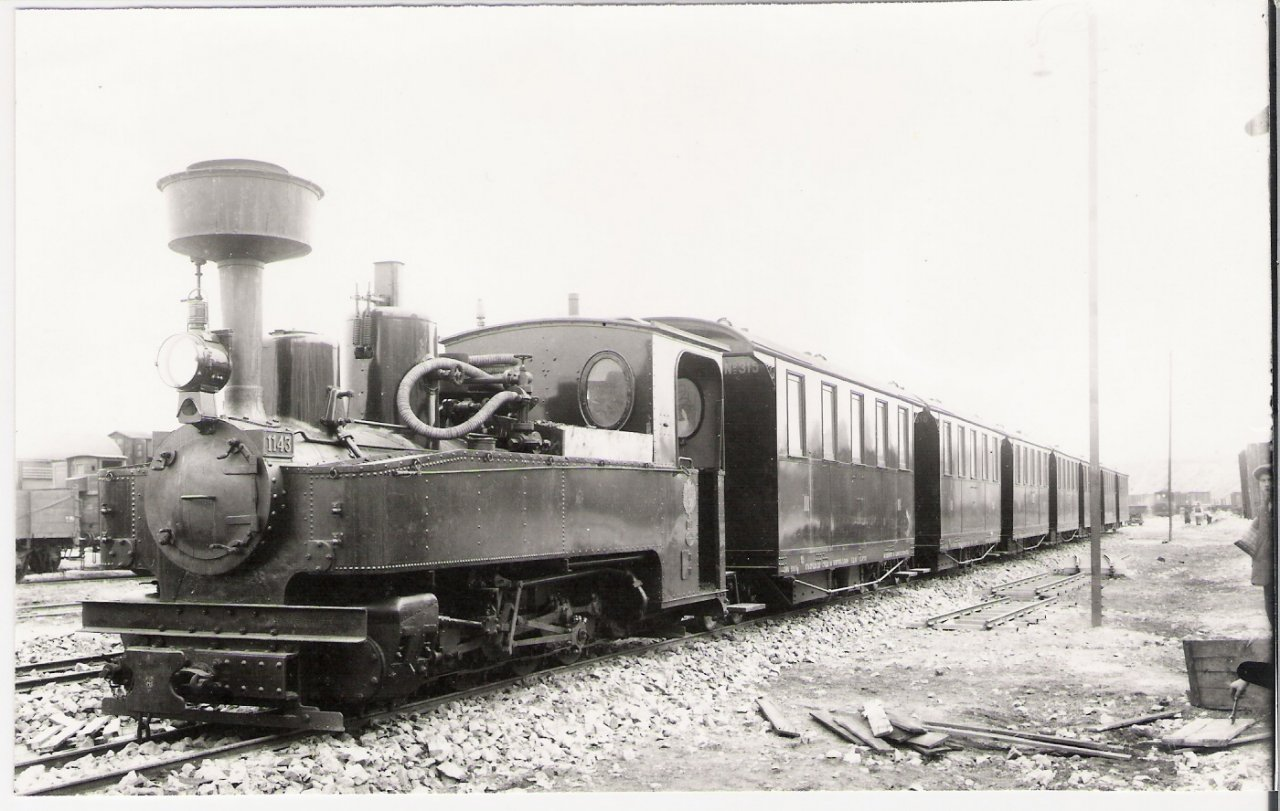
Brigadelok HF-Nr. 1143 mit Personenzug

Die Breslauer Firma Smoschewer & Co. lieferte 1925 vier Brigadelokomotiven für die 760-mm-Schmalspurbahn von Burgas nach Pomorie. Dies waren die einzigen Brigadeloks, die jemals von Smoschewer gebaut wurden, und die letzten, die jemals gebaut wurden.
Brigadelok-Nr. 489.60 (Smoschewer 776/1925, ehemals HF-Nr. 1142) steht heute(2011) im Lokschuppen von Dupniza. Obwohl sie fälschlicherweise das Henschel-Typenschild der 449.60 (14269/1916, ehemals HF-Nr. 1021) trägt, war diese Lok eine von vier Brigadeloks, die Smoschewer 1925 für die BDŽ-Schmalspurbahn nach Pomorie gebaut hat. 1936 wurde diese Brigadelok-Nr. 489.60 in den Lokschuppen Dupniza und 1946 nach Kaspitschan überführt.

## Neubau als Normalspurbahn

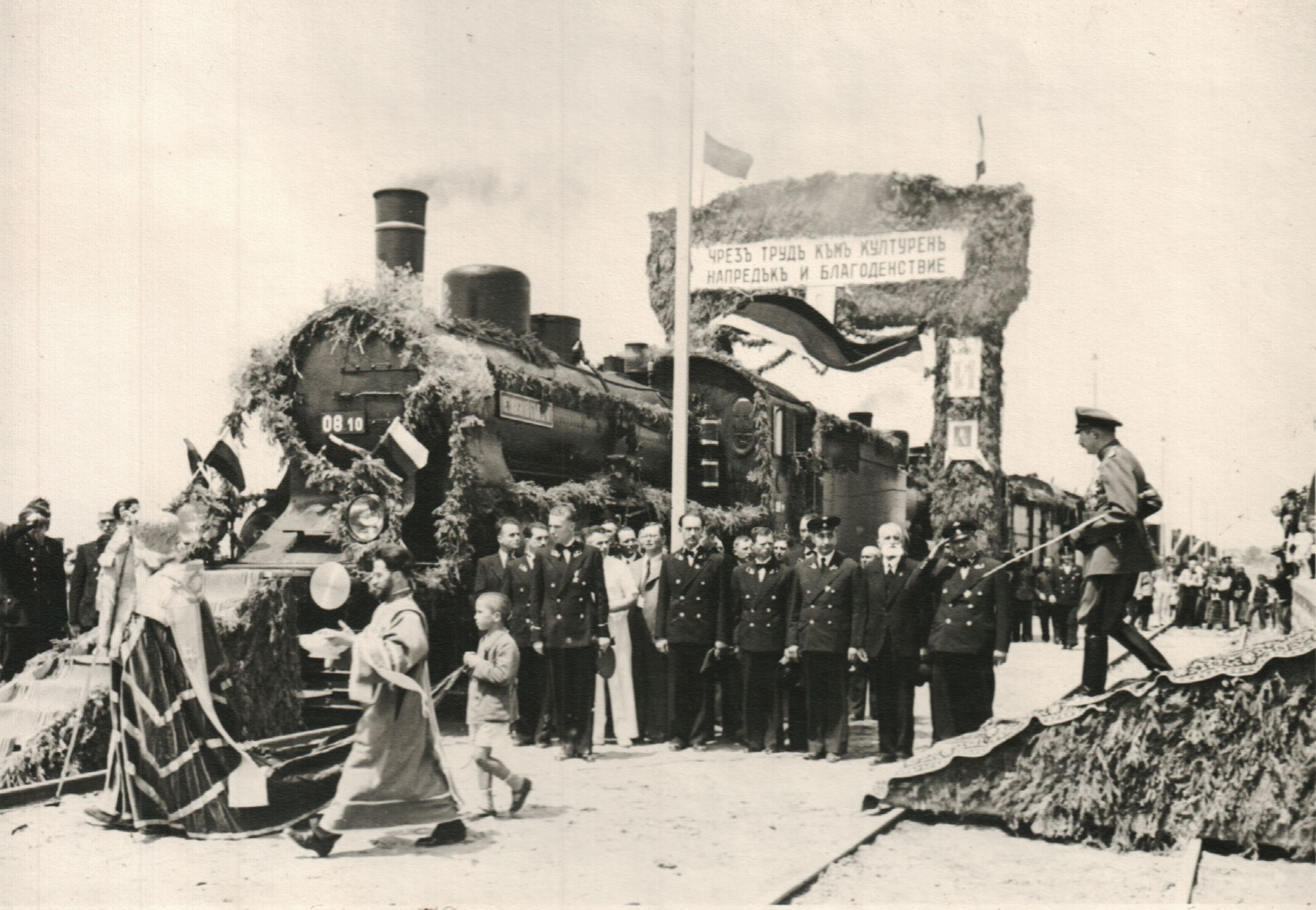
Eröffnung der Normalspurbahn am 25. Juni 1939

Aufgrund der Unrentabilität und der geringen Tragfähigkeit der Strecke legte der Minister für Eisenbahn, Post und Telegrafie 1928 der Nationalversammlung einen Gesetzesentwurf vor, der die Umwandlung der Bahnstrecke Burgas–Pomorie in eine Normalspurstrecke vorsah. Der Gesetzesentwurf wurde mit Dekret Nr. 3 vom 22. September 1928 genehmigt. 1929 wurde die Strecke vermessen, Pläne wurden erstellt und der Bau begann. Wegen Geldmangels wurde der Bau bis 1938 unterbrochen. Die Wiederaufnahme des Baus wurde durch einen Erlass des Ministerrats vom 1. Dezember 1937 beschlossen, der Anfang 1938 begann. Die neu trassierte 24,8 km + 2,2 km lange Normalspurstrecke wurde am 25. Juni 1939 in Betrieb genommen und die Schmalspurbahn stillgelegt.